# 1137
| [ Edytuj tabelę ]          |                                                             |
| Książę Polski              | - 1102 Bolesław Krzywousty 1138                             |
| Król Angkoru               | - 1113 Surjawarman II 1150                                  |
| Król Anglii                | - 1135 Stefan z Blois 1154                                  |
| Król Aragonii              | - 1134 Ramiro II Mnich 1137 - 1137 Petronela Aragońska 1164 |
| Hrabia Barcelony           | - 1131 Rajmund Berengar IV Święty 1162                      |
| Książę Bawarii             | - 1126 Henryk X Pyszny 1139                                 |
| Książę Burgundii           | - 1102 Hugo II 1143                                         |
| Cesarz Bizancjum           | - 1118 Jan II Komnen 1143                                   |
| Cesarz Chin                | - 1127 Song Gaozong 1162                                    |
| Książę Czech               | - 1125 Sobiesław I 1140                                     |
| Król Danii                 | - 1134 Eryk II Pamiętny 1137 - 1137 Eryk III Jagnię 1146    |
| Władca Egiptu              | - 1130 Al-Hafiz 1149                                        |
| Król Francji               | - 1108 Ludwik VI Gruby 1137 - 1137 Ludwik VII Młody 1180    |
| Król Gruzji                | - 1125 Dymitr I 1156                                        |
| Hrabia Holandii            | - 1121 Dirk VI 1157                                         |
| Cesarz Japonii             | - 1123 Sutoku 1141                                          |
| Kalif                      | - 1136 Al-Muqtafi 1160                                      |
| Król Kastylii              | - 1126 Alfons VII 1157                                      |
| Wielki książę Kijowa       | - 1132 Jaropełk II 1139                                     |
| Patriarcha Konstantynopola | - 1134 Leon Styppes 1143                                    |
| Władca Korei               | - 1122 Injong 1146                                          |
| Państwo Almorawidów        | - 1106 Ali ibn Jusuf 1143                                   |
| Król Nawarry               | - 1134 Garcia IV 1150                                       |
| Król Norwegii              | - 1136 Inge I Garbaty 1161 - 1136 Sigurd II Gęba 1155       |
| Książę Obodrzyców          | - 1131 Niklot 1160                                          |
| Hrabia Palatynatu          | - 1129 Wilhelm z Ballenstadt 1139                           |
| Papież                     | - 1130 Innocenty II 1143                                    |
| Hrabia Portugalii          | - 1112 Alfons I Zdobywca 1139                               |
| Sułtan Rumu                | - 1116 Masud I 1156                                         |
| Książę Rusi halickiej      | - 1124 Iwan I 1141                                          |
| Cesarz Rzymski (niemiecki) | - 1133 Lotar III 1137                                       |
| Książę Saksonii            | - 1127 Henryk II Pyszny 1138                                |
| Sułtan Wielkich Seldżuków  | - 1118 Ahmad Sandżar 1157                                   |
| Król Szkocji               | - 1124 Dawid I Szkocki 1153                                 |
| Król Szwecji               | - 1130 Swerker I Starszy 1156                               |
| Doża Wenecji               | - 1130 Pietro Polani 1148                                   |
| Król Węgier                | - 1131 Bela II Ślepy 1141                                   |

Rok 1137 / MCXXXVII
stulecia: XI wiek ~
XII wiek ~
XIII wiek

lata: 1127 «
1132 «
1133 «
1134 «
1135 «
1136 «
1137
» 1138
» 1139
» 1140
» 1141
» 1142
» 1147

## Wydarzenia w Polsce
- 30 maja – pokój kłodzki między Krzywoustym a Sobiesławem I zakończył polsko-czeską wojnę o Śląsk; Śląsk został przy Polsce, ziemia kłodzka, Śląsk opawski i karniowski przy Czechach.

- Ślub Bolesława Kędzierzawego z Wierzchosławą, córką księcia ruskiego Wsiewołoda Mścisławicza.

## Wydarzenia na świecie
- 9 kwietnia – 15-letnia Eleonora, po śmierci ojca Wilhelma X, została księżną Akwitanii.
- 1 sierpnia – Ludwik VII został królem Francji.
- 11 sierpnia – w Huesce podpisano układ między Ramiro II Aragońskim i Ramonem Berenguerem IV, będący początkiem unii aragońsko-katalońskiej.

## Urodzili się
- Saladyn, wódz i polityk muzułmański pochodzenia kurdyjskiego, sułtan Egiptu, władca imperium rozciągającego się od Sudanu po Syrię, od Jemenu przez Półwysep Arabski, Irak do Turcji uważany za założyciela dynastii Ajjubidów (ur. 1137 lub 1138, zm. 1193)

## Zmarli
- 1 sierpnia – Ludwik VI Gruby, król Francji (ur. 1081)
- 18 września – Eryk II Pamiętny, król Danii z dynastii Estridsenidów (ur. ok. 1090)
- 4 grudnia – Lotar z Supplinburga, król Niemiec i cesarz rzymski (ur. 1075)